# Jagdschloss Elsfleth
Das ehemalige Jagdschloss Elsfleth, Rathausplatz 3  in der Nähe zur Hunte, im niedersächsischen Elsfleth, im Landkreis Wesermarsch, wurde von 1655 bis 1657 errichtet. Aktuell (2023) wird es durch die Gerhard-Cornelius-Heye-Stiftung für städtische und allgemeine Zwecke genutzt. Das Gebäude steht unter Denkmalschutz (siehe auch Liste der Baudenkmale in Elsfleth).

## Geschichte und Beschreibung
Das zweigeschossige achtachsige traufständige verputzte Gebäude auf Gewölbekeller, mit Krüppelwalmdach und segmentbogigen Öffnungen (in Gruppen von 3-3-2 angeordnet) und mittigem Eingang wurde bis 1657 (Inschrift) für Graf Anton Günther gebaut. Es ist zurückhaltend durch ein geschossteilendes Brüstungsband, Traufgesims, Ecklisenen und Fensterrahmungen gestaltet. Auf der linken Seite befindet sich ein Wappenrelief. Nach 1886 erfolgte die Anlage eines parkartigen denkmalgeschützten Gartens.
Die Eigentümer wechselten oft. 1886 erbte Doris Christine Heye († 1930) das Anwesen, dann erhielt es die Stadt Elsfleth, die es 1949 als Besitz an die Gerhard-Cornelius-Heye-Stiftung übertrug. Die Stiftung nutzte das Gebäude bis 1990 als Wohnhaus für ältere Menschen. Danach stand das Haus leer und verfiel.
2003 entwickelten Stiftung und Stadt ein neues Nutzungskonzept und sanierten das Gebäude bis 2006. In den Räumlichkeiten sind nun die städtische Bücherei, das Bürger- und Kulturbüro, das Ordnungsamt, das Sozialamt sowie das Standesamt mit Trauzimmer untergebracht. Der neue Mehrzweckraum wird für verschiedene Veranstaltungen und Sitzungen der städtischen Gremien genutzt. Im rückwärtigen Areal entstand nach 2003 der Neubau eines Altenheims. Auf dem Platz steht das Denkmal für Herzog Friedrich Wilhelm.
Das Landesdenkmalamt befand: „… geschichtliche Bedeutung für die Ortsgeschichte … sowie eine städtebauliche Bedeutung für den Rathausplatz …“